# 달리보르 베셀리노비치
달리보르 베셀리노비치 (Dalibor Veselinović, 세르비아어: Далибор Веселиновић, 1987년 9월 21일 ~ )는 세르비아 국적의 축구 선수로, 포지션은 스트라이커이다. 2018년 현재 프랑스 리그 2 가젤레크 아작시오 소속이다. 2017년 대한민국 K리그 클래식의 인천 유나이티드 FC에서 활약한 바 있으며, K리그 등록명은 달리였다.

## 선수 생활

### 클럽 선수 생활
달리보르는 OFK 베오그라드에서 데뷔하여 세 시즌을 보낸 후, 프랑스 2부리그 리그 2 소속 RC 랑스로 이적하였다. 그는 이곳에서 한 골을 기록했다.
2009년 여름 벨기에 클럽 FC 브뤼셀로 이적하며 42경기에 나서 28골을 몰아넣고 성공적인 시즌을 보냈다. 이 때의 활약을 바탕으로 벨기에 명문 RSC 안데를레흐트로 이적하였으며, 계약기간은 4년 반이었다. 그러나 안데를레흐트에서는 많은 경기에 나서지 못했고, KV 코르트레이크, 베이르스홋 AC, 바슬란트-베베런 등의 클럽으로 임대를 다녔다.
2014년 KV 메헬렌으로 이적하였다. 그는 이 곳에서 주전으로 도약하여 84경기에 나섰고, 16득점을 기록했다.
2017년 대한민국 1부리그 K리그 클래식의 인천 유나이티드 FC로 이적하였다. 그러나 차마 필설로 형언할 수 없을만큼 끔직한 모습을 보여주었고, 결국 2017년 여름에 계약이 상호해지되었다.
2018년 1월 프랑스 리그 2 가젤레크 아작시오로 자유 계약으로 이적하였다.

### 국가대표 선수 생활
달리보르 베셀리노비치는 세르비아 몬테네그로 청소년 대표팀과, 몬테네그로 분리독립 이후 세르비아 청소년 대표팀에 선발된 기록이 있다.